# Tanita Tikaram
Tanita Tikaram (* 12. srpna 1969 Münster) je britská písničkářka.
Narodila se v Německu, kde její otec sloužil v britské armádě. Otec Pramod Tikaram je indofidžijského původu, matka Fatimah Rohani pochází z Malajsie. Její starší bratr Ramon Tikaram je hercem. Od dvanácti let žila v anglickém městě Basingstoke.
Jako devatenáctiletá vydala album Ancient Heart, které díky vyvážené směsi inteligentní pop music a folk rocku obsadilo třetí místo v UK Albums Chart a prodaly se ho čtyři miliony kopií. Zaujala výrazným, lehce zastřeným hlasem i skladbami, u nichž byla autorkou hudby i slov. Její texty oceňovala kritika pro bohatou metaforiku, v níž autorka využila zkušenosti ze svého studia literární vědy. Největší hit „Twist in My Sobriety“ získal na jaře 1989 druhé místo v německé a rakouské singlové hitparádě, v Británii zase pronikla do první desítky svižná píseň „Good Tradition“.
Ve své další tvorbě se posunula k posluchačsky náročnější hudbě ovlivněné jazzem, což vedlo k nižšímu prodeji jejích desek. Jako doprovodná zpěvačka spolupracovala s mnoha interprety: Brendan Crocker, Mark Isham, Nanci Griffith, zahrála si také menší roli barové zpěvačky ve francouzském filmu Goodbye Morocco (2012).
Szidi Tobias vydala českou coververzi písně „Twist in My Sobriety“ pod názvem „Závoj tkaný touhami“ a Petr Spálený pod názvem Loď bláznů

## Diskografie
- Ancient Heart (1988)
- The Sweet Keeper (1990)
- Everybody's Angel (1991)
- Eleven Kinds of Loneliness (1992)
- Lovers in the City (1995)
- The Cappuccino Songs (1998)
- Sentimental (2005)
- Can't Go Back (2012)
- Closer to the People (2016)